# Bürgerschaftswahl in Bremen 1971
- SPD: 59
- FDP: 7
- CDU: 34

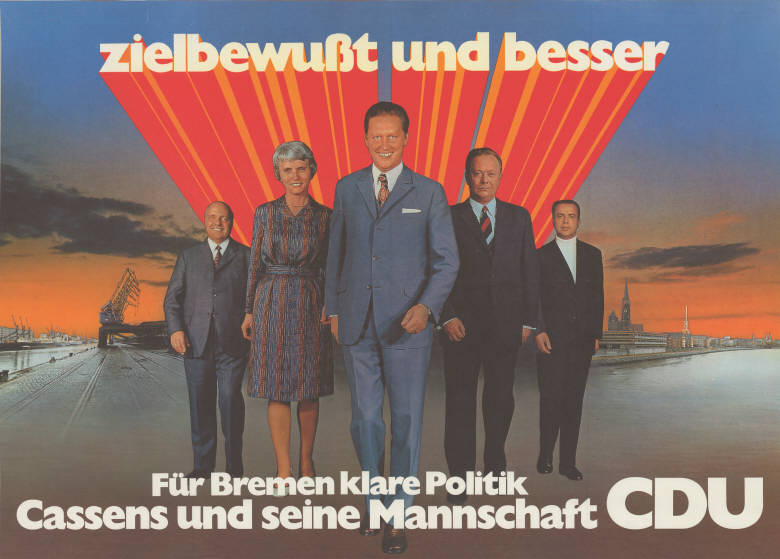
Wahlplakat der CDU

Die Bürgerschaftswahl in Bremen 1971 war die achte Wahl zur Bürgerschaft in der Freien Hansestadt Bremen. Sie fand am 10. Oktober 1971 statt.

## Ergebnis
Die Wahlbeteiligung lag bei 80,0 Prozent. Bei dieser Wahl stellte sich Hans Koschnick (SPD), der nach der letzten Bürgerschaftswahl Willy Dehnkamp im Amt des Bürgermeisters und Senatspräsidenten abgelöst hatte, erstmals der Wiederwahl.
Für die CDU kandidierte Johann-Tönjes Cassens als Spitzenkandidat.
Die SPD, die bereits seit Juli allein regierte, konnte die absolute Mehrheit der Sitze ausbauen und weiterhin allein regieren. Sie erreichte mit einem Stimmenanteil von 55,3 Prozent das historisch beste Ergebnis einer Partei in Bremen seit Kriegsende. Die 1968 gegründete DKP erreichte bei dieser Wahl mit 3,1 Prozent der Stimmen ihr bislang bestes Ergebnis ihrer Geschichte auf Länderebene, jedoch ohne damit in die Bürgerschaft einzuziehen. Die NPD, die bei der vorangegangenen Wahl aus dem Stand 8,8 Prozent der Stimmen und acht Mandate erzielt hatte, schied mit 2,8 Prozent der Stimmen aus der Bürgerschaft aus.
| Partei | Stimmen | Prozent | Sitze (Veränderung) |
| ------ | ------- | ------- | ------------------- |
| SPD    | 244.470 | 55,3    | 59 (+9)             |
| CDU    | 139.423 | 31,6    | 34 (+2)             |
| FDP    | 31.509  | 7,1     | 7 (−3)              |
| DKP    | 13.828  | 3,1     | —                   |
| NPD    | 12.561  | 2,8     | 0 (−8)              |